# هال ديفيس
هال ديفيس (بالإنجليزية: Hal Davis)‏ هو منتج أسطوانات وكاتب أغاني وملحن أمريكي، ولد في 8 فبراير 1933 في الولايات المتحدة، وتوفي في 18 نوفمبر 1998 في لوس أنجلوس في الولايات المتحدة.

## وصلات خارجية
- هال ديفيس على موقع ميوزك برينز (الإنجليزية)
- هال ديفيس على موقع قاعدة بيانات برودواي على الإنترنت (الإنجليزية)
- هال ديفيس على موقع ديسكوغز (الإنجليزية)